# 法伊茨赫希海姆
法伊茨赫希海姆是德国巴伐利亚州的一个市镇。总面积10.76平方公里，总人口9917人，其中男性4901人，女性5016人（2011年12月31日），人口密度922人/平方公里。